# Nova riječ
Nova riječ je časopis za književnost i umjetnost koji izlazi na hrvatskom jeziku. Nakon dugo vremena prvi je takav list u Hrvata u Vojvodini.

## Povijest
Prvi je broj izašao srpnja 2013. Izlazi u Subotici. Planira se izlaziti dvaput godišnje (proljeće-ljeto i jesen-zima) u 500 primjeraka. Cilja se držati visokih uredničkih standarda i područjima prezentacije književnih sadržaja i u područjima kada je riječ o tematiziranju književnih i umjetničkih fenomena. Planira se objavljivati sve književne vrste, i pjesništvo i prozu. Također se namjerava afirmirati podzastupljene književni žanrove kao što su kritika, prevođenje i esej. Planira se posvetiti veću pozornost prikazima književnih djela.
Pokretač je i realizator Zavod za kulturu vojvođanskih Hrvata. Logističku potporu daje NIU Hrvatska riječ.
Grafičko oblikovanje prvog broja napravio je Darko Vuković iz Novog Sada, a pripremu teksta i prijelom radio Thomas Šuić.
Do danas list je pisao o suvremenoj hrvatskoj kratkoj priči i novom ženskom pismu Hrvata u Vojvodini. List je izašao iz potrebe za prostorom gdje će se očitovati mlađi i pisci srednje generacije Hrvata iz Vojvodine, jer su do izlaska prvog broja Nove riječi na neki način isključeni iz postojeće književne periodike. Budući da je ZKVH primijetio potrebu pružanja mogućnosti autorima koji spadaju u sam vrh intelektualne, ne samo književne elite vojvođanskih Hrvata, a da gotovo cijelo desetljeće nisu uspjeli ništa objaviti. Stav je pokretača da se ne smije te autore osuđivati na šutnju nego im pružiti slobodu za očitovanje. Ne smije se dopustiti da ti autori koji imaju što priopćiti ostanu zauvijek isključeni zbog toga što su sve do sada bili marginalizirani ili zatomljeni.
Nastojat će se obuhvatiti aktualna književna postignuća hrvatskih književnika iz vojvođanskih krajeva, a želi se imati i suradnike iz drugih kulturnih okružja, iz Hrvatske ili Mađarske.
U svakom će broju Nove riječi biti dokumentarij u kojem će se bilježiti sva kulturna zbivanja u svezi s književnošću i pisanom umjetnošću, čime će se stvoriti baza podataka o tome što sve postoji na kulturnoj sceni vojvođanskih Hrvata.

## Predstavljeni autori
Delimir Rešicki, Damir Karakaš, Zoran Malkoč, Roman Simić Bodrožić, Tanja Mravak, Olja Savičević-Ivančević, pjesnikinje Mila Markov-Španović, Blaženka Rudić, Željka Zelić, Anita Đipanov i Nevena Mlinko.

## Uredništvo
Prvi glavni i odgovorni urednik ovog lista jest Tomislav Žigmanov. Zamjenik mu je Vladan Čutura.
U uredništvu su još Katarina Čeliković, Bernadica Ivanković, Mirko Kopunović, Nela Tonković, Ljubica Vuković-Dulić i Željka Zelić. 
Vijeće čine književnici i znanstvenici iz Vojvodine, Hrvatske i Mađarske:
- Neven Ušumović – Umag
- Mirko Sebić – Novi Sad
- Stjepan Blažetin – Pečuh
- Helena Sablić-Tomić – Osijek
- Petar Vuković – Zagreb
- Darko Vuković – Novi Sad i
- Vojislav Sekelj – Subotica